# Чорний мох (заказник)
Чо́рний Мох — гідрологічний заказник місцевого значення в Україні. Розташований в Коростенському районі Житомирської області, в межах Ушомирського лісництва, кв. 18, вид. 22; кв. 22. вид. 3. 
Площа 29 га. Статус надано рішенням Житомирського облвиконкому від 21.01.1982 року № 28. Перебуває у віданні Коростенського лісомисливського господарства. 
Заказник становить собою низинне мохово-сфагнове болото з осоковими і злаковими угрупованнями. Є регулятором водного режиму малих річок басейну р. Уж. Гніздуються болотні та водоплавні птахи, нараховується понад 10 видів рептилій, земноводних, плазунів.

## Галерея

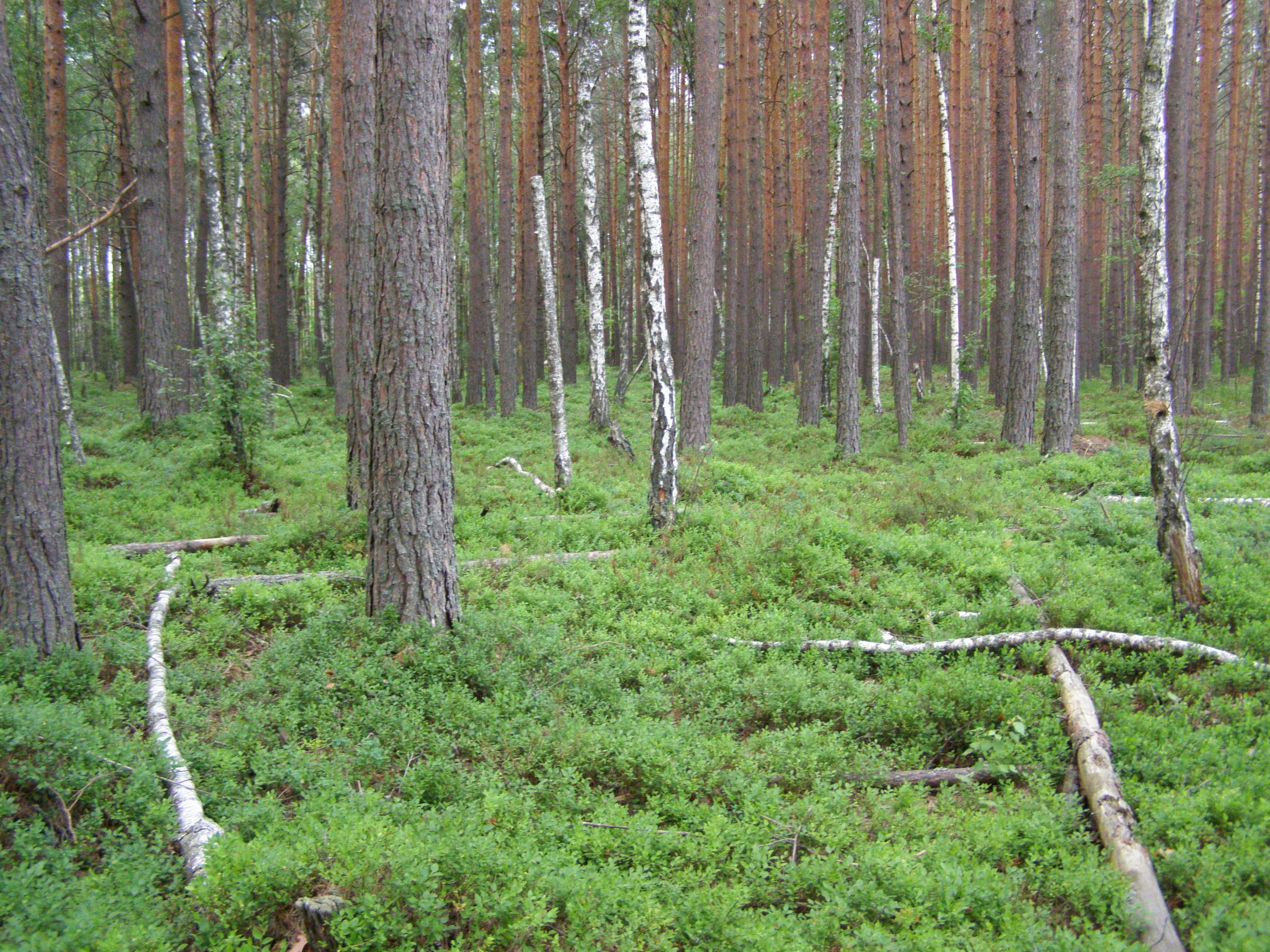
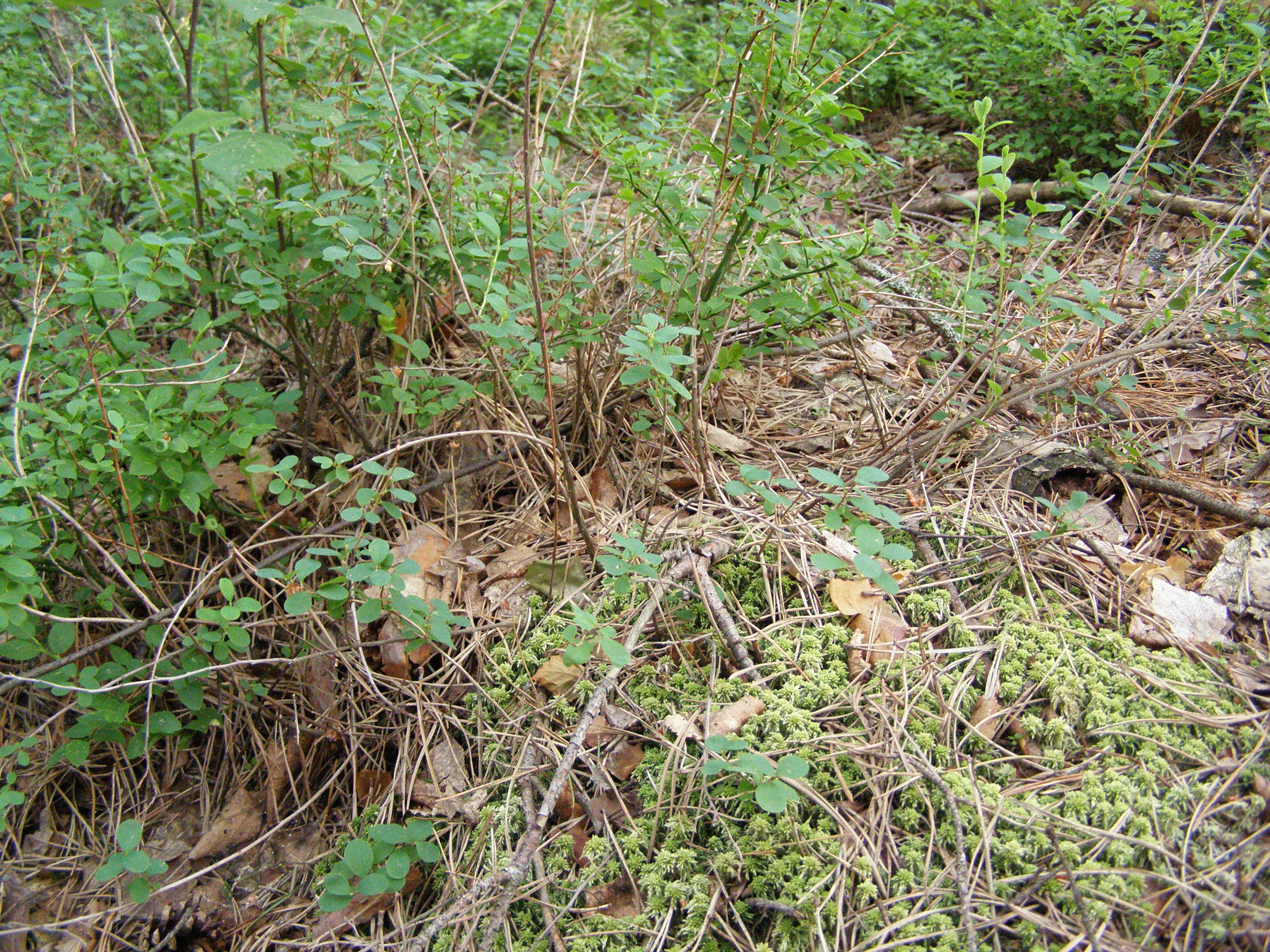
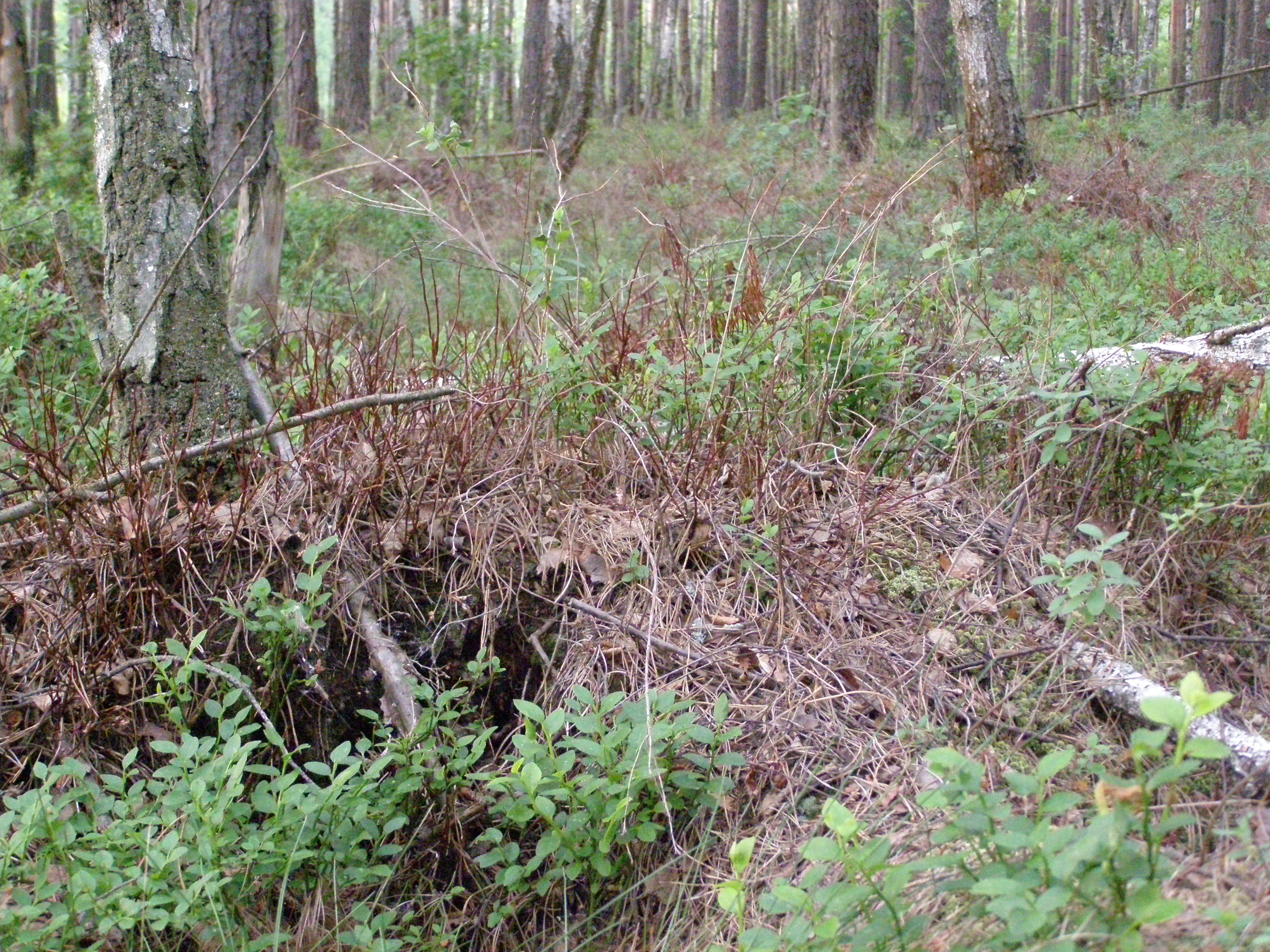
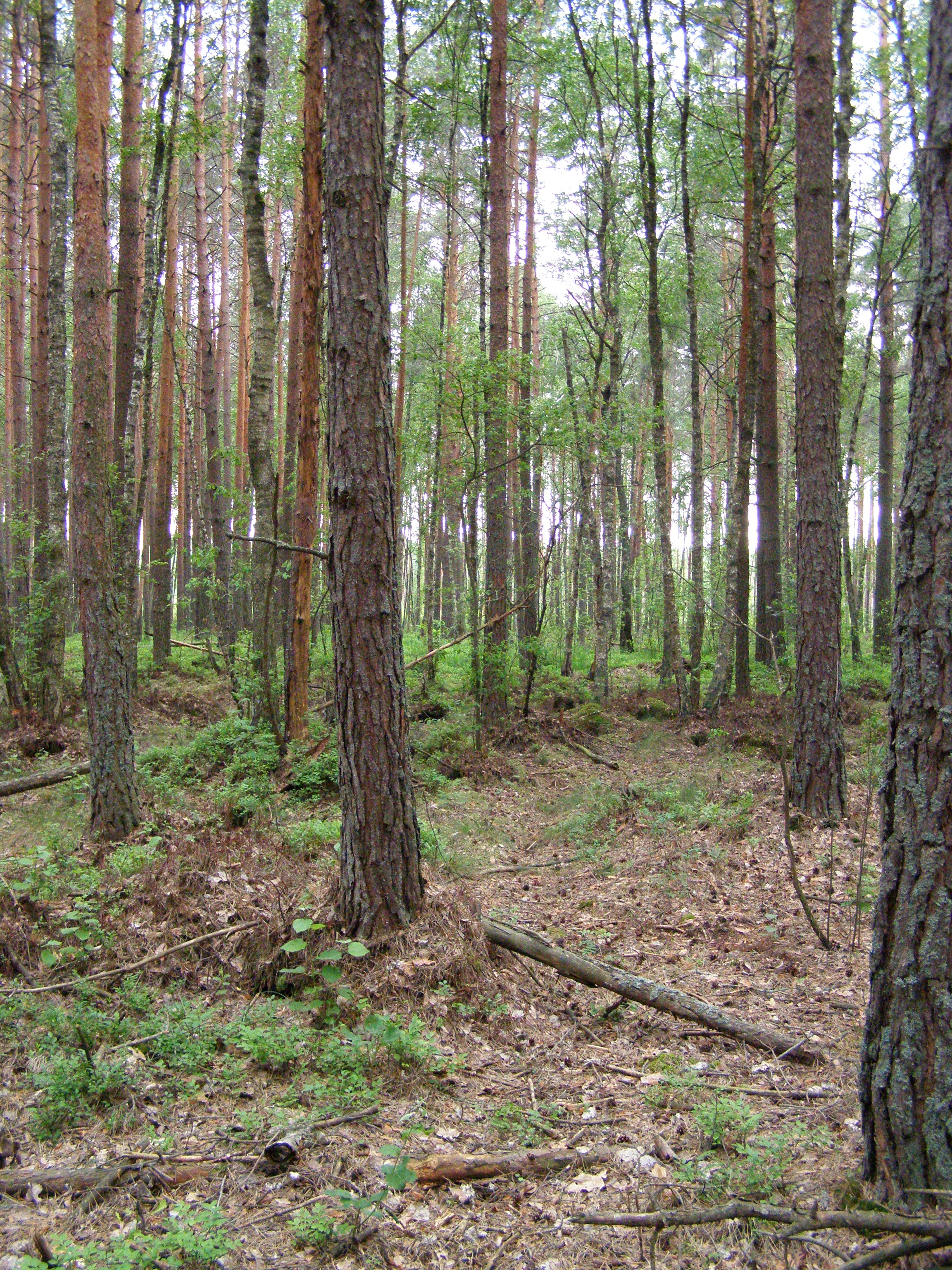
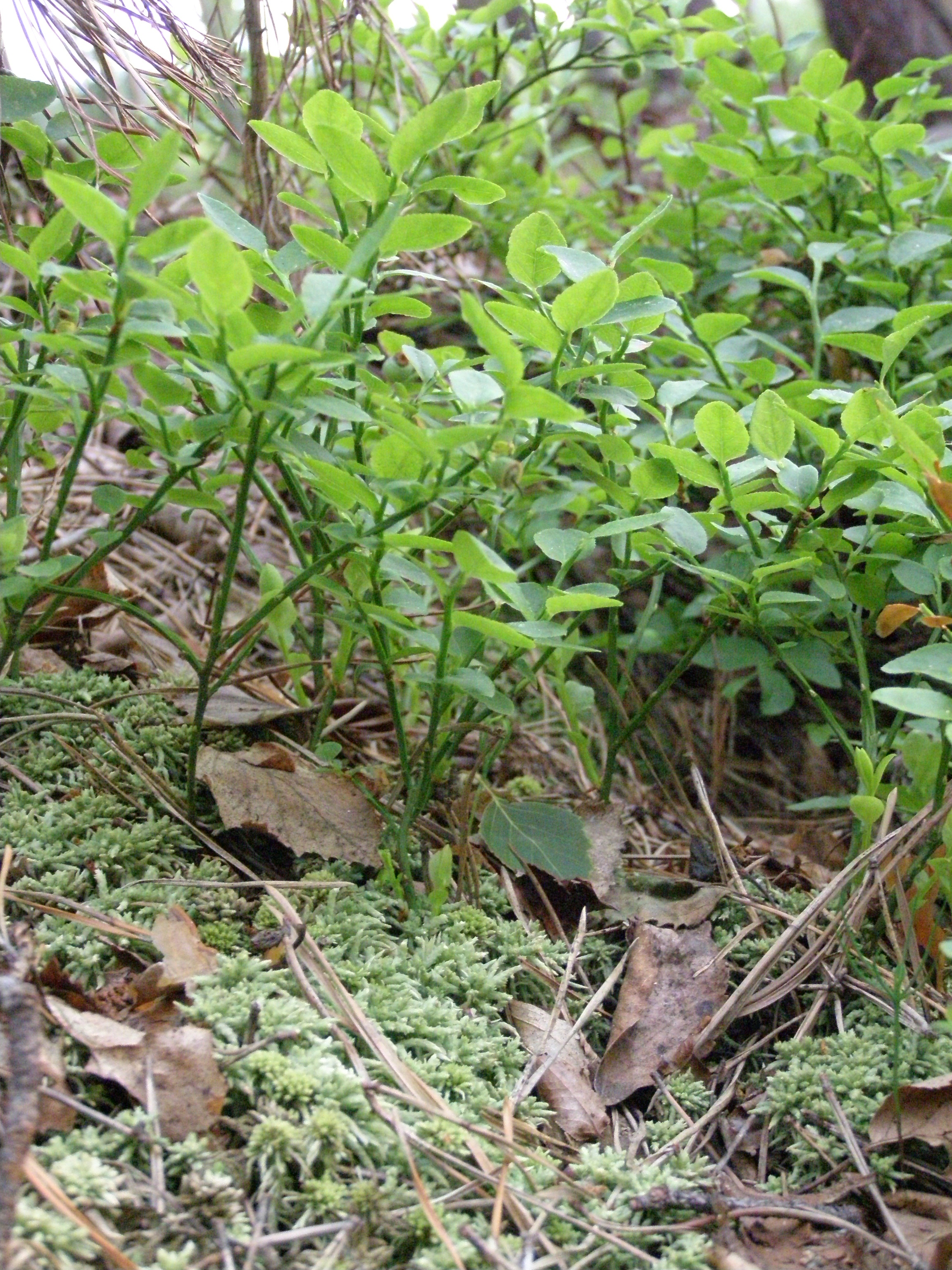
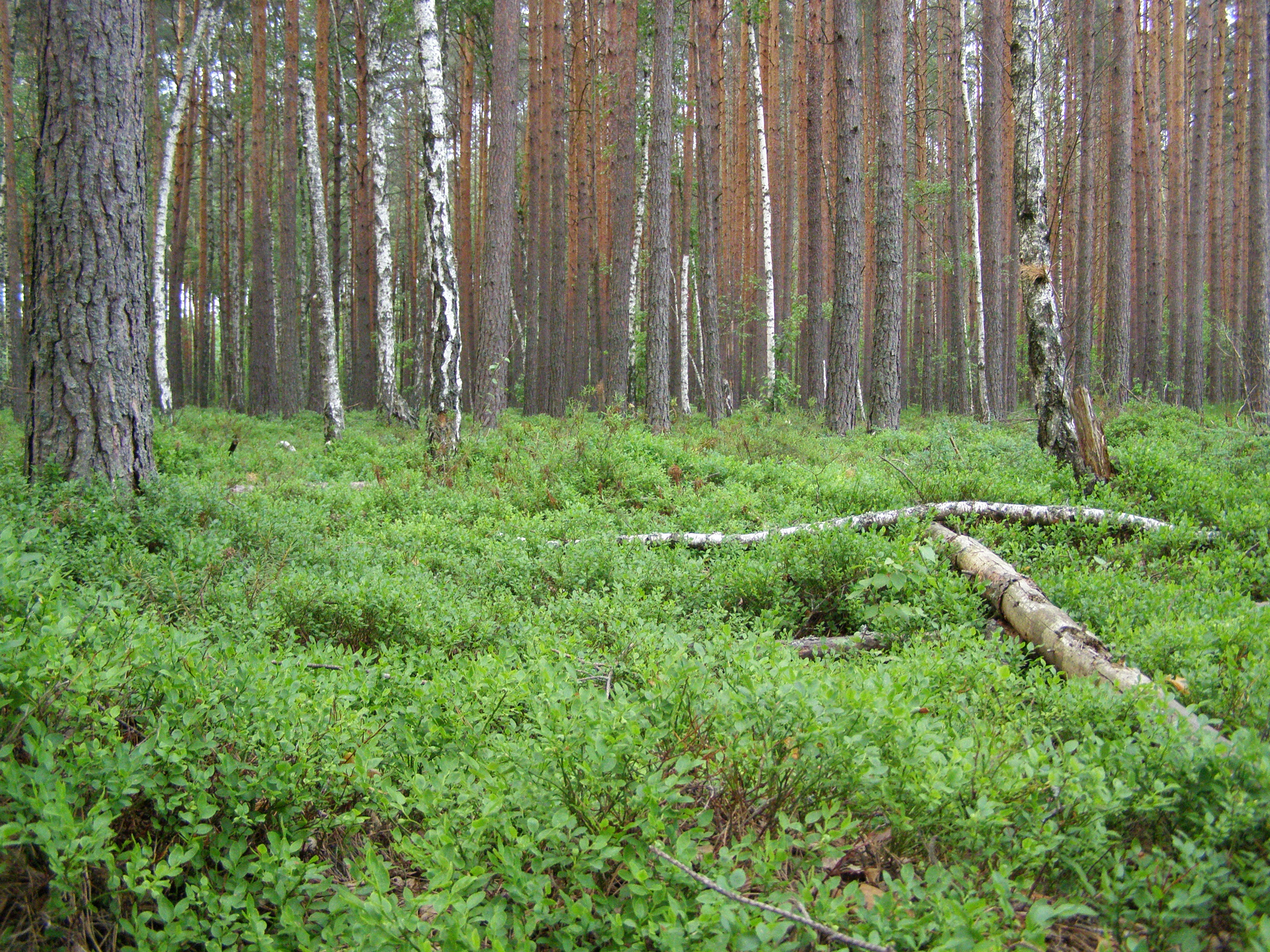
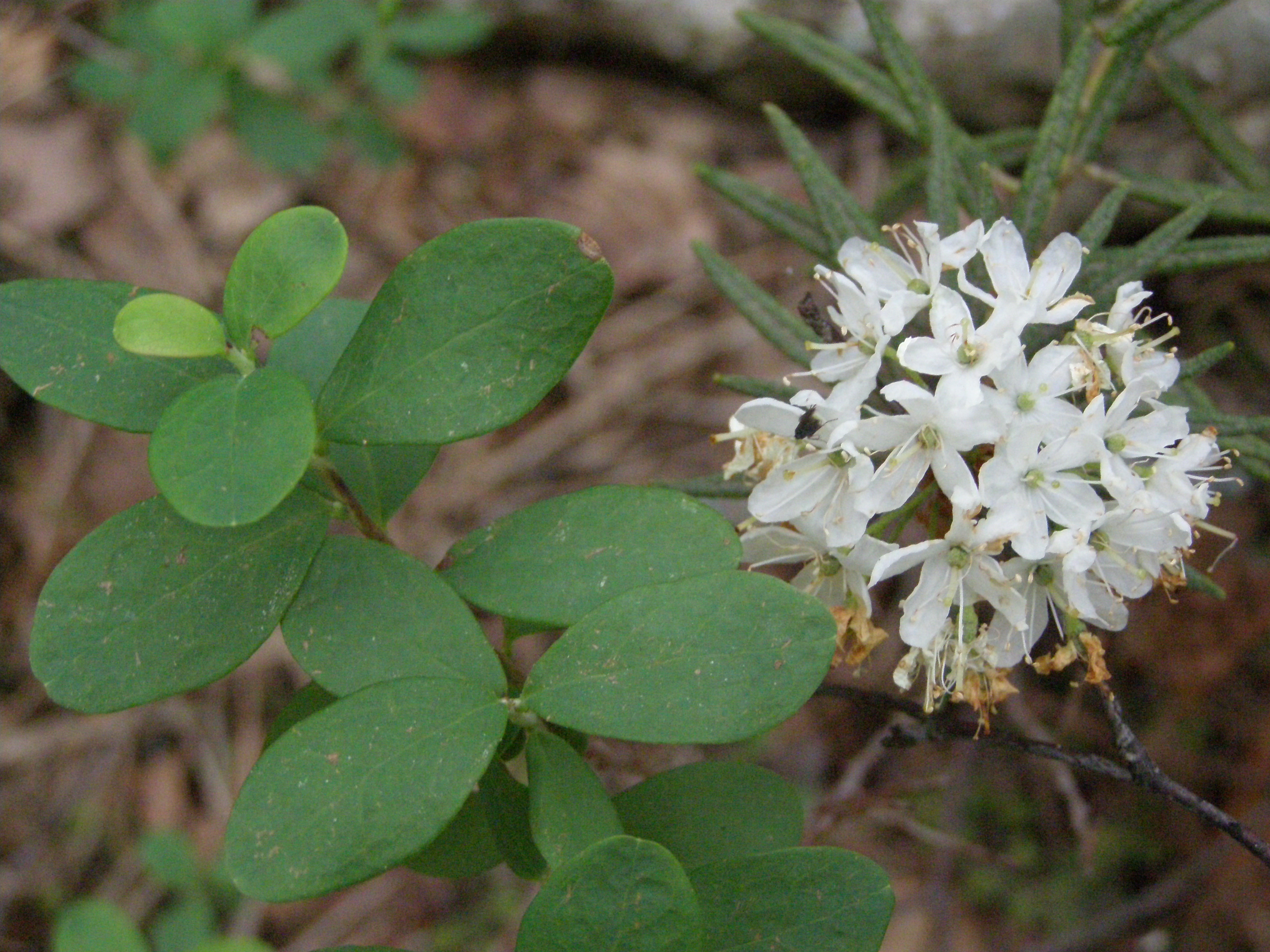
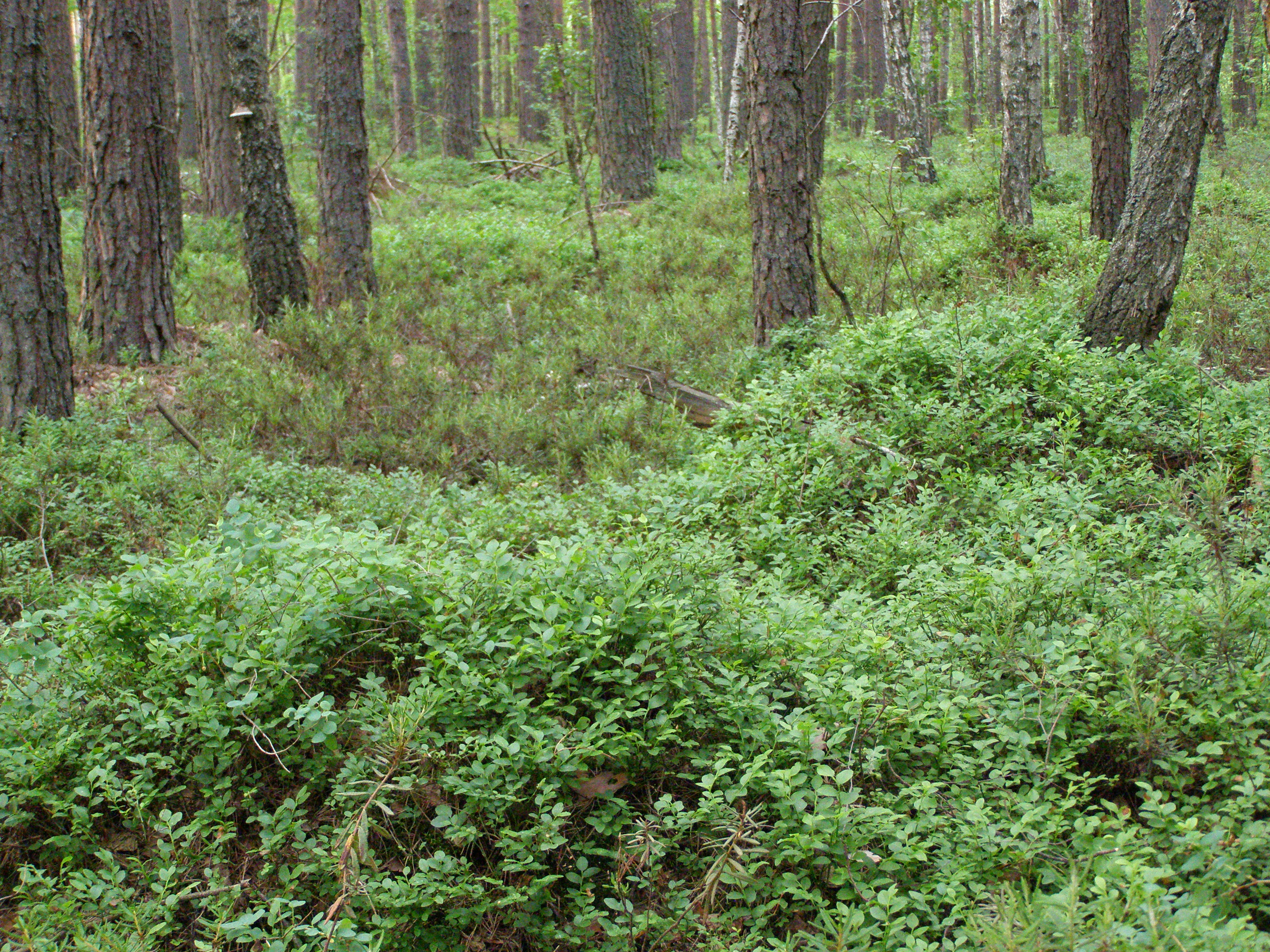
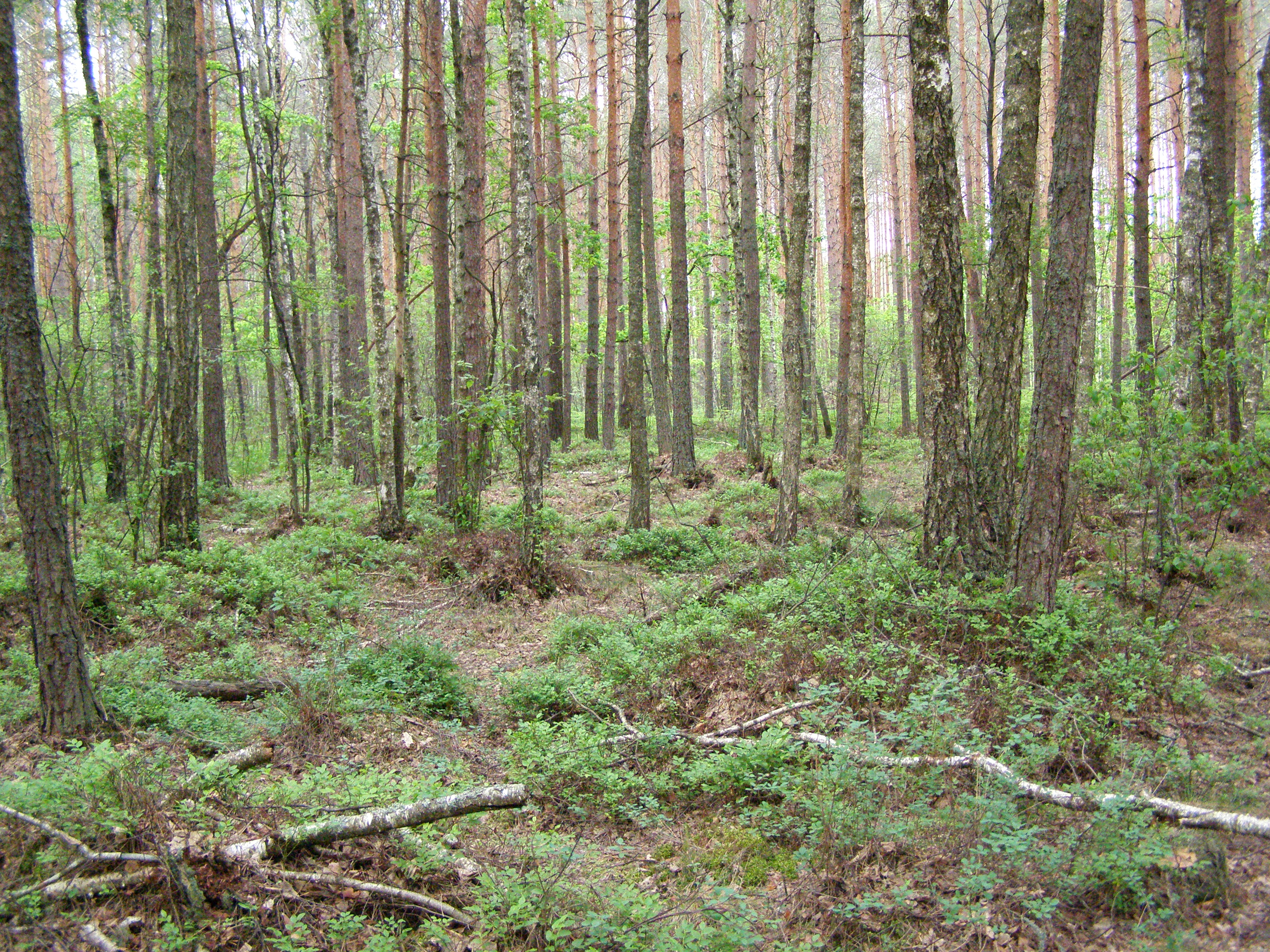
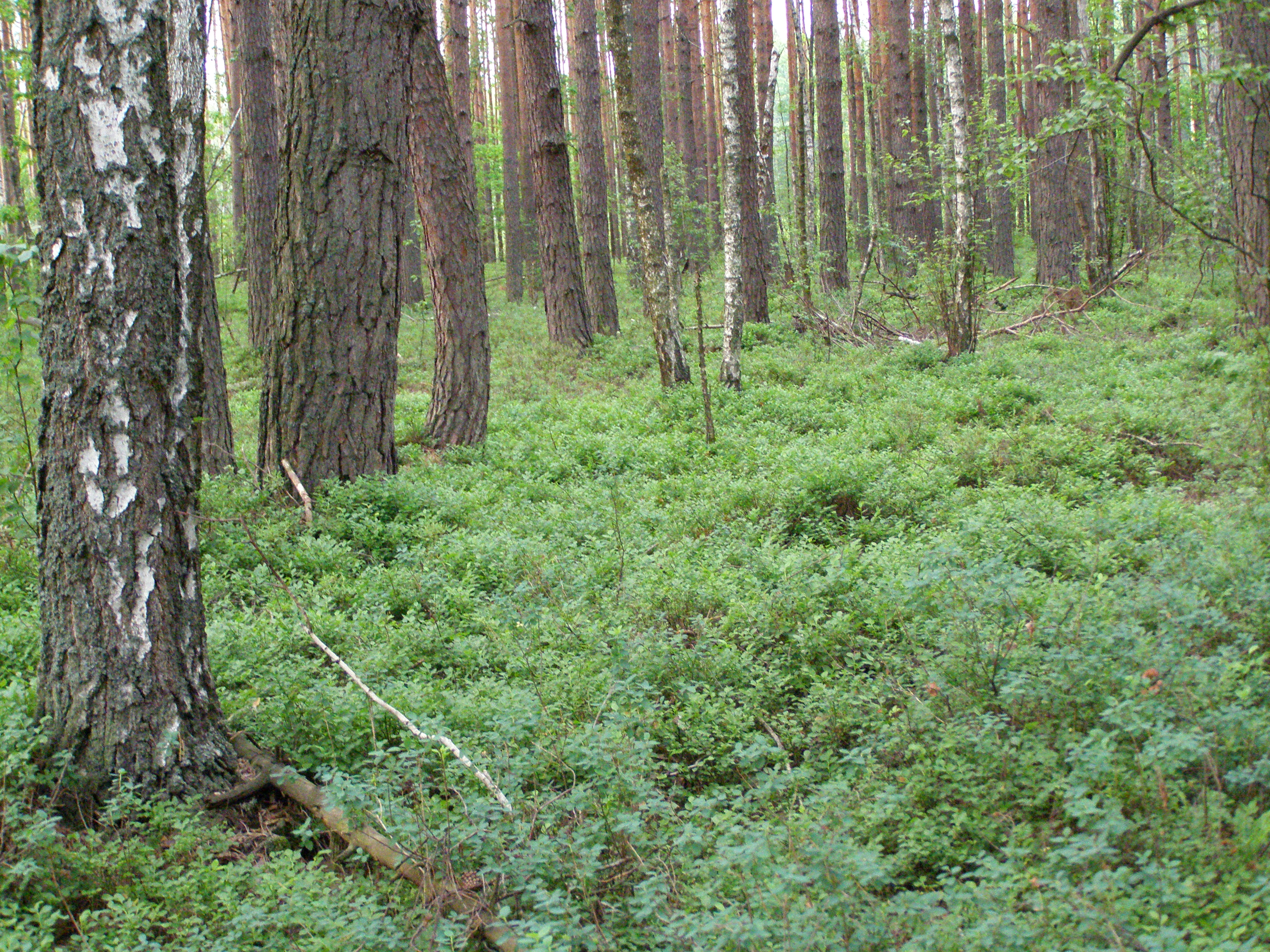
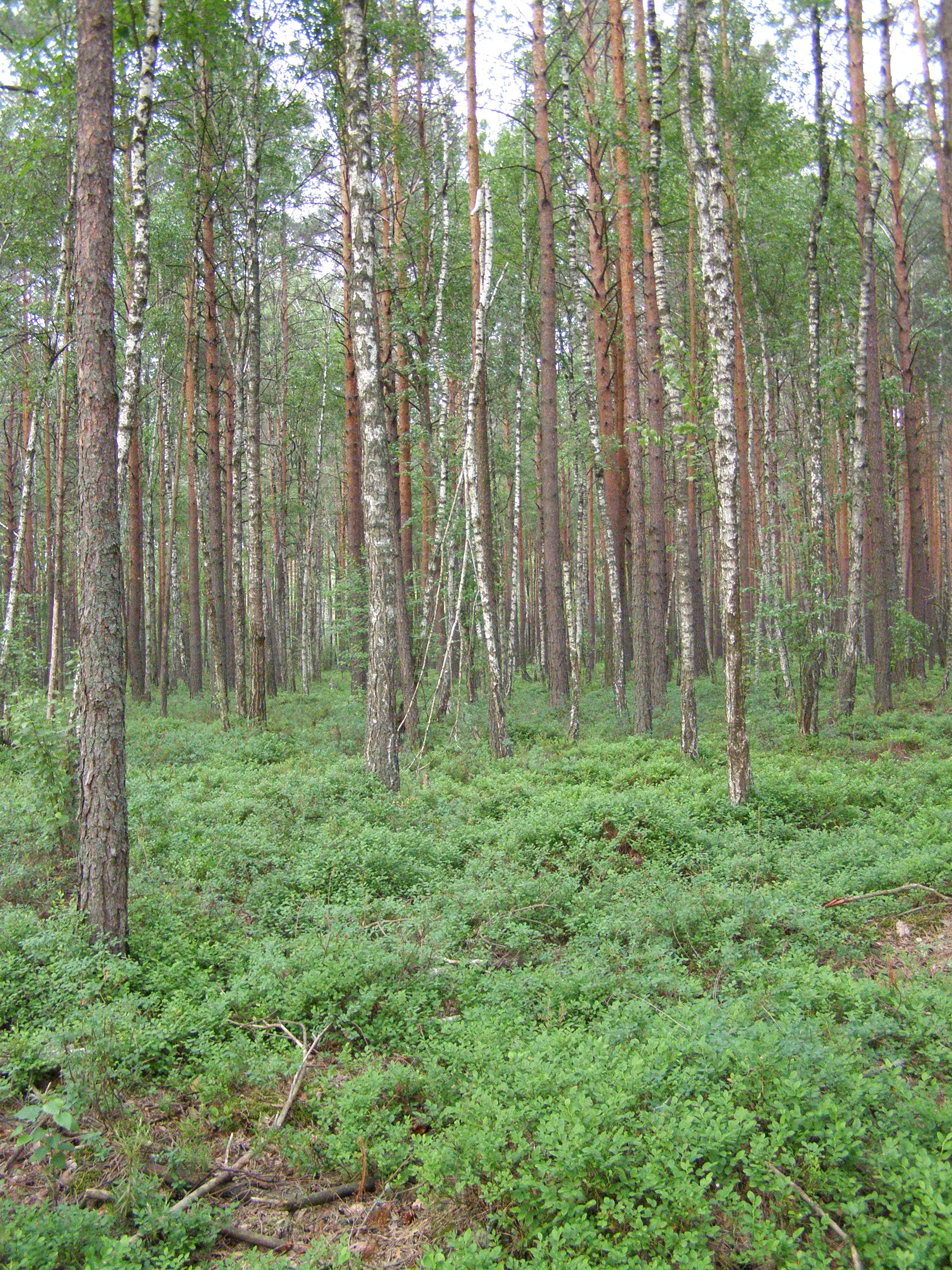
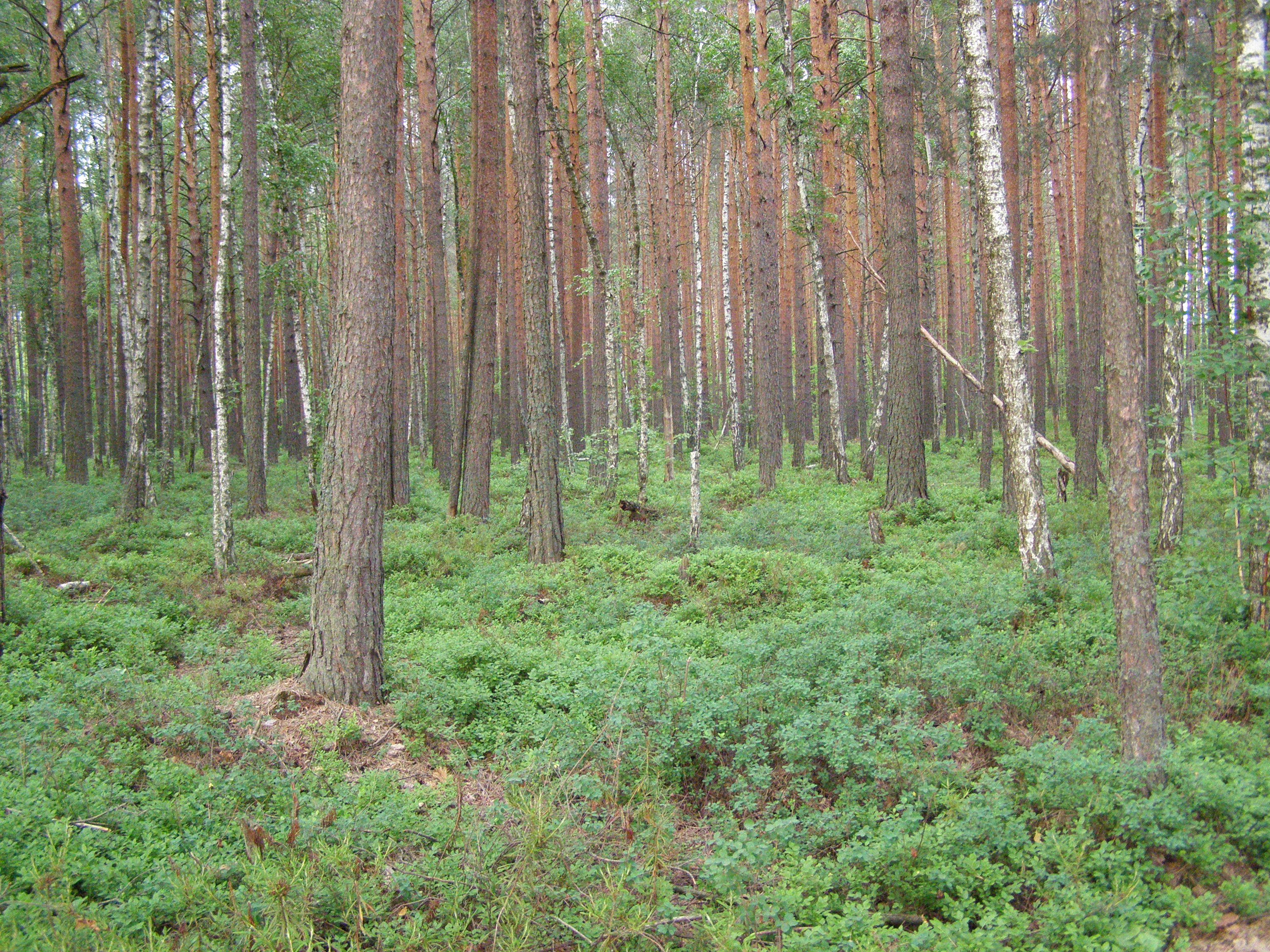
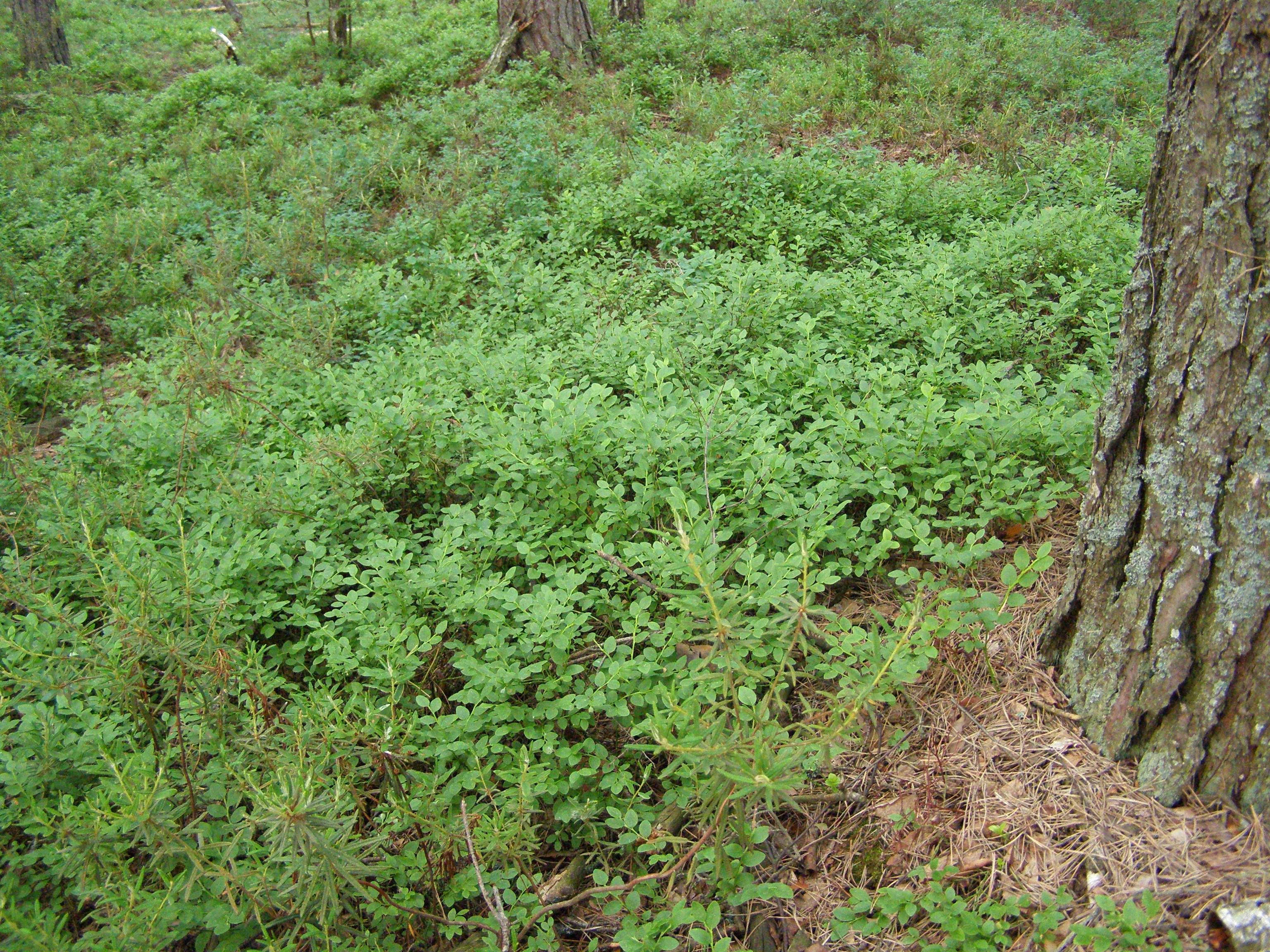
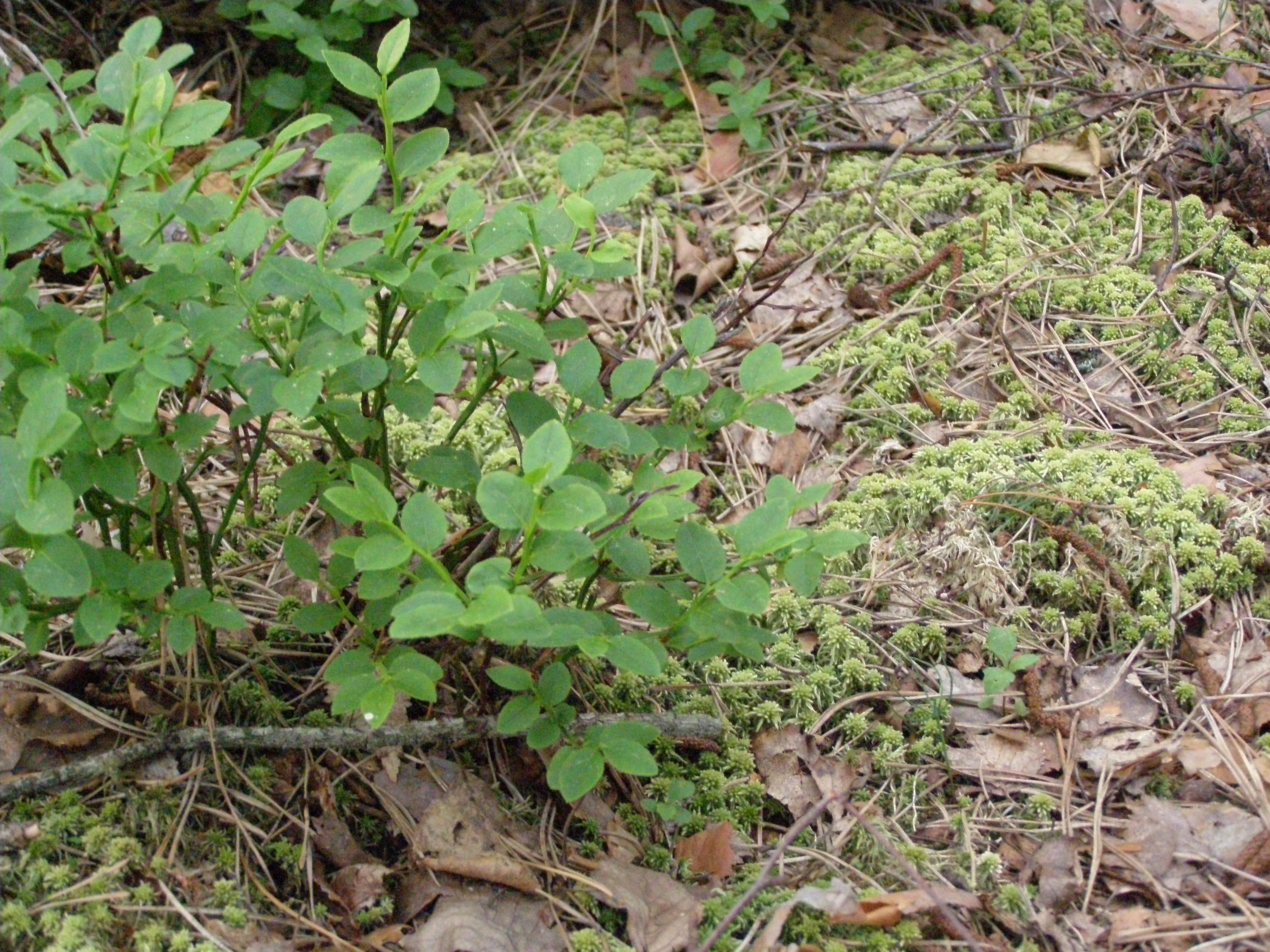
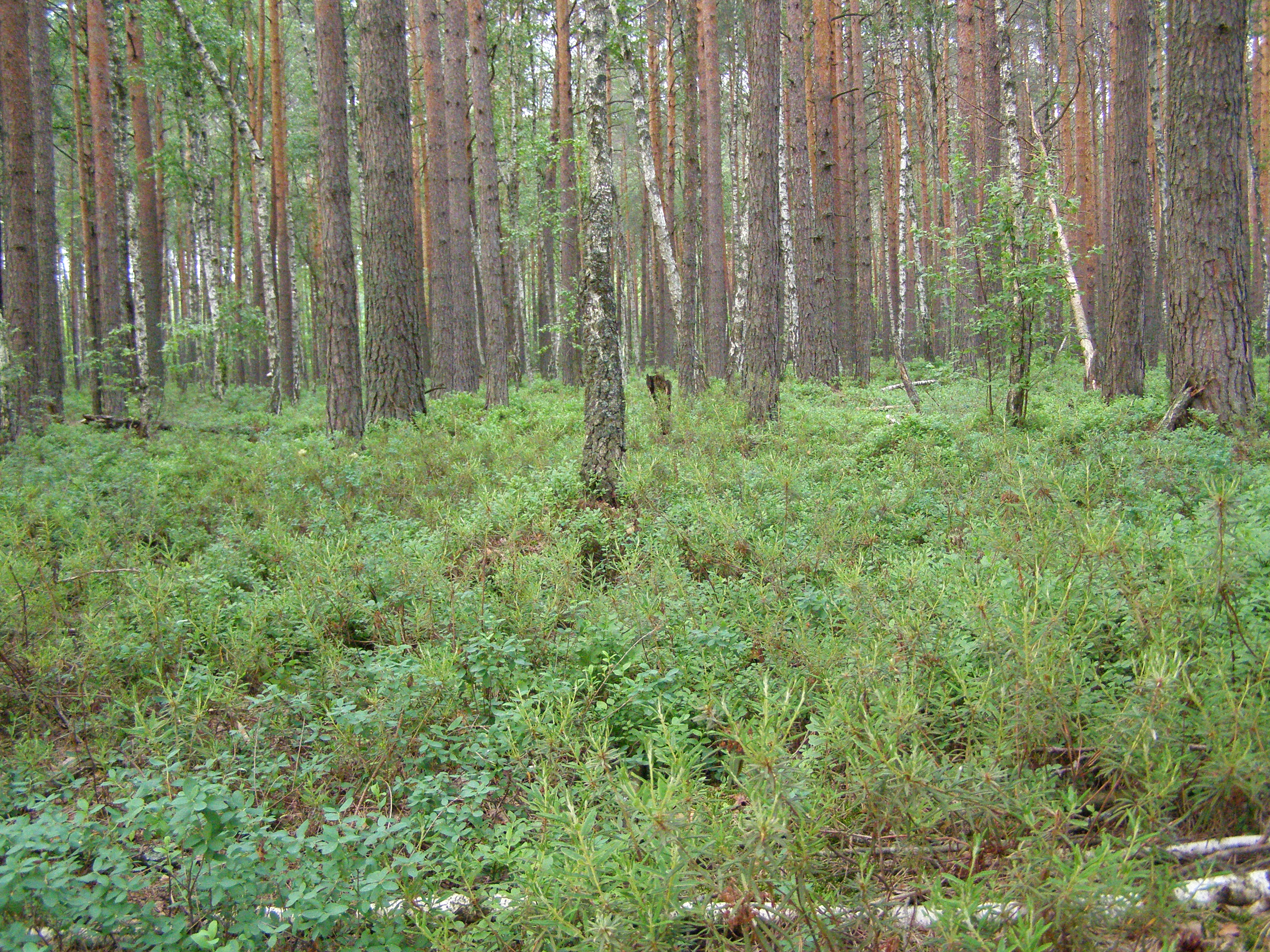